# Józef Garbień

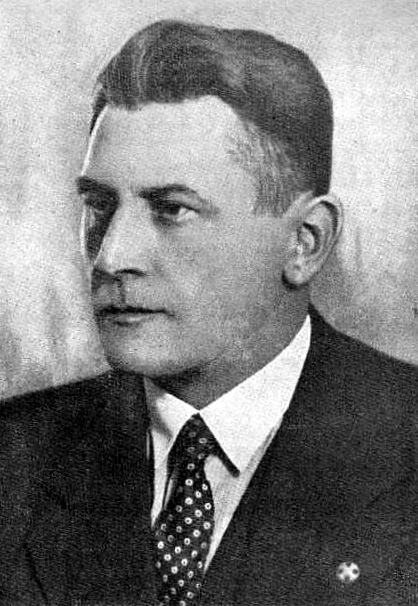
Józef Garbień en 1939.

Józef Daniel Garbień, surnommé Tank (né le 11 décembre 1896 à Łupków (village près de Sanok) en Pologne et mort le 3 mai 1954 à Cieszyn), est un joueur international de football polonais, qui évoluait au poste d'attaquant.
Il a terminé meilleur buteur du championnat de Pologne lors de la saison 1926 avec onze buts (à égalité avec son coéquipier Wacław Kuchar).